# Pikku Lamposaari
Pikku Lamposaari är en ö i Finland. Den ligger i sjön Suininki och i kommunen Kuusamo i den ekonomiska regionen  Koillismaa ekonomiska region  och landskapet Norra Österbotten, i den nordöstra delen av landet, 700 km norr om huvudstaden Helsingfors. Öns area är 3,3 hektar och dess största längd är 300 meter i öst-västlig riktning.